# Papilio weymeri
Papilio weymeri is een vlinder uit de familie van de pages (Papilionidae). De wetenschappelijke naam van de soort is voor het eerst geldig gepubliceerd in 1914 door Friedrich Wilhelm Niepelt.

## Synoniemen
- Papilio cartereti Oberthür, 1914